# Cal Flò (Torà)
Cal Flò és una casa de Torà (Solsonès) inclosa a l'Inventari del Patrimoni Arquitectònic de Catalunya. Forma part de la línia d'habitatges que tanquen per ponent la plaça de la Creu.

## Descripció
Aquest és un edifici estructurat a tres nivells i juga amb els bicromatisme amb què està pintat, ja que la planta baixa és de color verd pastel i el primer pis contrasta amb el color rosa.

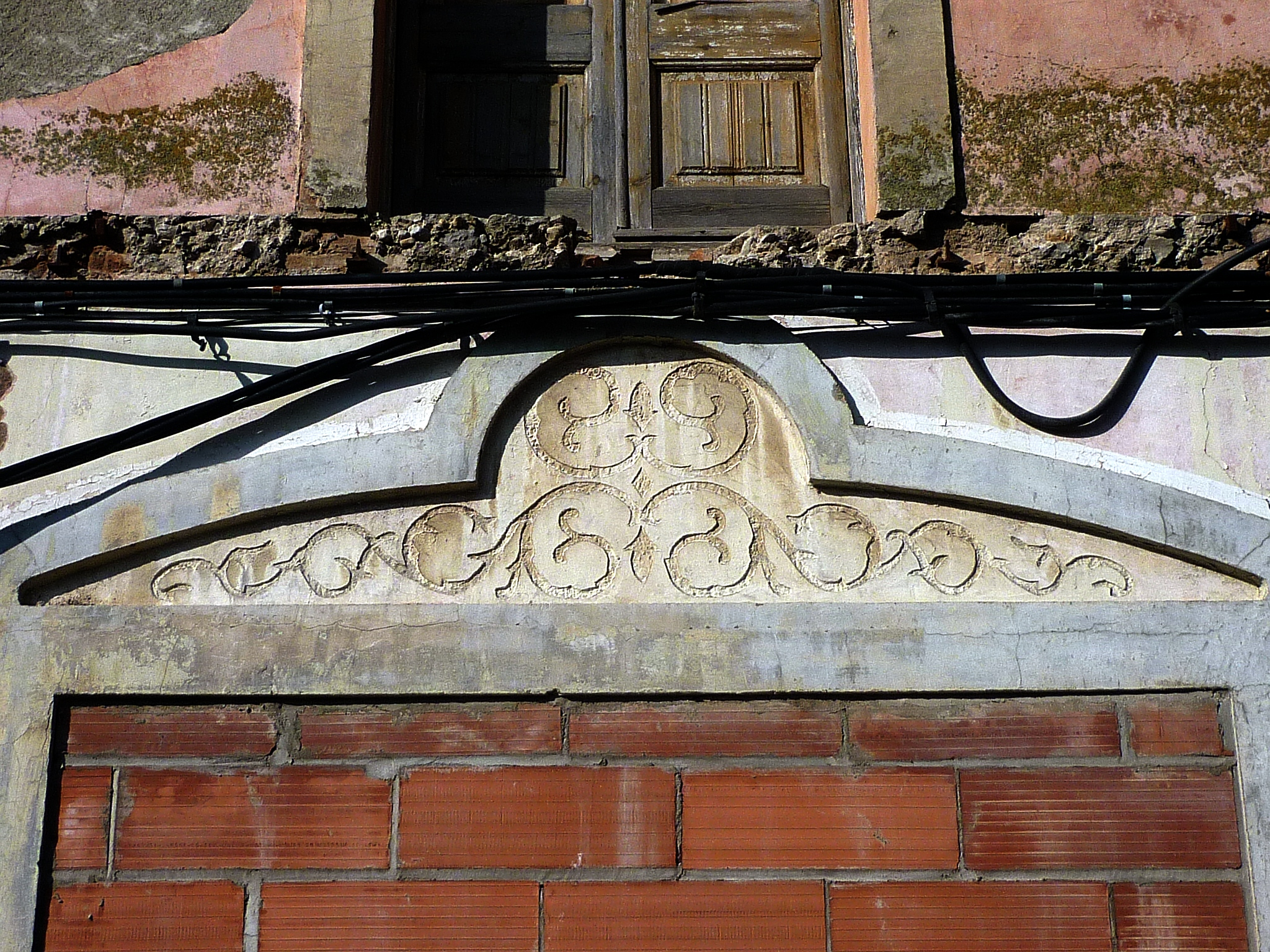
Esgrafiat

A la planta baixa s'obren tres portes rectangulars: les dues laterals són més petites i presenten un lluernari de vidre i fusta, mentre que la central és més gran i conserva el cartell d'una botiga de mobles. Totes tres portes estan emmarcades per una motllura llisa que forma una mena de frontó ondulat, i al centre d'aquests apareixen uns esgrafiats. A la primera planta destaquem tres portes balconeres amb un balcó corregut amb barana de forja. Les motllures d'aquestes portes segueixen el mateix patró que les de la planta baixa.
El segon pis seguia el mateix esquema que el primer, però en aquest cas hi havia un balcó amb barana de forja per cada porta balconera. Finalment la façana es coronava amb una cornisa esgraonada i una sanefa dentada.
L'estat de conservació d'aquesta façana no és gens bo, ja que l'arrebossat del primer pis ha saltat i deixa entreveure la pedra. Inclús, per evitar despreniments, l'edifici s'ha escapçat i enderrocat el seu interior.